# Die4U
"Die4U" (estilizado como "DiE4u") é uma canção da banda britânica de rock Bring Me the Horizon. Produzida por BloodPop e Evil Twin, foi lançada em 16 de setembro de 2021 como o single principal do próximo lançamento comercial do grupo previsto para 2023, Post Human: Nex Gen. A canção alcançou a posição 5 na parada de canções de rock mainstream da Billboard em fevereiro de 2022.
"Die4U" foi remixada por Six Impala e renomeado como "Die6U" (estilizado como "DiE6u"). O remix em hyperpop foi lançado em 17 de dezembro de 2021.

## Promoção e lançamento
Abanda mostrou um teaser da nova música pela primeira vez em 2 de setembro de 2021 em suas redes sociais, trabalhando com teasers enigmáticos até que fosse oficialmente anunciado o lançamento do recém-intitulado "Die4U" para 16 de setembro de 2021. Paralelamente, estavam a promover e a convidar os seus fãs a juntarem-se ao "Club H3llh0le" para a mesma data, que mais tarde viria a ser revelado como um teaser para o videoclipe. Antes do lançamento do single, a banda mostrava incansavelmente o mesmo trecho de 20 segundos da música em todas as suas plataformas de mídia social, principalmente no TikTok. No dia do lançamento, a música fez sua estreia mundial no programa Future Sounds da BBC Radio 1 com Clara Amfo, onde "Die4U" foi a gravação mais popular do dia. A banda cantou a música em sua turnê pelo Reino Unido em setembro de 2021 em todas as datas e mais tarde tocou "Die4U" em um formato acústico no BBC Radio 1 Live Lounge em 30 de setembro para promover o lançamento do single.

## Composição e letra
"Die4U" foi descrito pelos críticos como pop punk, pop rock, rock alternativo, hard rock, rock eletrônico, emo, e uma música pós-hardcore. Foi escrita pelo vocalista principal da banda Oliver Sykes, o tecladista Jordan Fish, BloodPop, Rami Yacoub e Madison Love, enquanto foi produzida por BloodPop e Evil Twin. "Die4U" foi gravada remotamente, enquanto Sykes estava impedido de sair do Brasil devido aos bloqueios durante a pandemia de COVID-19 e Fish estava no Reino Unido com o resto da banda. A letra fala sobre lidar com o vício sob a ótica de um relacionamento tóxico. O próprio Sykes já experimentou o vício em drogas no passado, dizendo que isso "tirou quem ele era" e quase resultou no fim de sua própria vida. Mais tarde, ele encontrou alívio após participar de sessões de reabilitação, embora discorde de alguns dos princípios usados em sua recuperação. Musicalmente, "Die4U" é descrita pelo vocalista como "emo do futuro". Ele explicou:

"Estou lidando com a música como se essa obsessão doentia que tenho fosse um relacionamento - quase como uma amante, aprendi no ano passado enquanto me recuperava que, quando você está nisso, o vício é como se você estivesse tendo um caso. Você está fazendo isso pelas costas de todos, é um segredo e parece que você está enganando e traindo as pessoas. Eu nunca vi dessa forma. Eu apenas pensei que estava prejudicando a mim mesmo e não a outras pessoas. Eu não sabia o quanto isso pode foder a confiança das pessoas. Essa música é triunfante para mim de certa forma porque sou eu finalmente aceitando que não sou alguém que pode beber álcool, fumar maconha ou fazer qualquer uma dessas coisas porque eu só tenho um problema com isso e sempre segue o mesmo caminho. Isso não é algo que eu fui capaz de admitir para mim mesmo. Essa música é uma marca desafiadora de mim dizendo: 'Não, estou fazendo uma escolha agora. Não posso continuar fazendo isso pelo resto da minha vida porque só vai acabar de um jeito'."

## Recepção critica
O lançamento de "Die4U" deixou fãs e críticos divididos. Os críticos foram mais favoráveis, enquanto os fãs da banda ficaram com opiniões bem mistas sobre a música. Os críticos notaram que a música se inclinava mais para um estilo pop em comparação com o som nu metal de Post Human: Survival Horror. Escrevendo para a NME, Andrew Trendell escreveu: "'DiE4u' mantém o peso da marca registrada de BMTH, mas impulsionado pelo que talvez possa ser seu som mais pop até agora." Warren Litberg, do Top Shelf, apontou como a música combinou os extremos de Count Your Blessings e Amo, ao mesmo tempo em que a rotulou como uma "ótima música de festa". Emily Harris, da GSGMedia, classificou "Die4U" como 4 de 5, elogiando as performances vocais de Sykes como um destaque, bem como a letra, a melodia e o poderoso refrão. O escritor da Rock Sound, Jack Rogers, descreveu o single como uma "força imparável", explicando: "Melodicamente envolvente, irresistivelmente liso, densamente em camadas e lindamente escuro, é mais um triunfo." Paul Brown, do Wall of Sound, embora elogiando a faixa em geral, também foi um pouco mais crítico, rotulando a música como "previsível", chamando a letra de "muito segura" e comparando a música com nomes como The Amity Affliction.
Apesar da recepção mista, a faixa ganhou o prêmio de Melhor Canção na Kerrang! Awards de 2022, superando outras quatro indicações na votação dos leitores. Ao fazer isso, "Die4U" se tornou a primeira faixa de Bring Me the Horizon a ganhar o prêmio, após três indicações anteriores.

## Videoclipe
O videoclipe de "Die4U" foi lançado logo após o single ser transmitido. Foi dirigido pelo vocalista e compositor principal Oliver Sykes e filmado em um armazém abandonado em Kiev, na Ucrânia, que foi reformado para parecer como uma boate para vampiros apelidada de "Club Hellhole". O vídeo foi notado pelos críticos por se inspirar na franquia Blade.
Falando sobre o videoclipe em um vídeo dos bastidores da música no canal da banda no YouTube, Sykes afirma:

"Este vídeo é especial para mim porque A - é a primeira coisa que fiz nos termos da banda além de escrever músicas após a pandemia, então tem sido muito legal e também como se eu estivesse ficando muito mais confiante em minhas habilidades de direção. Nesse vídeo, eu meio que me deixei levar pra caralho criativamente e pra mim, fazer videoclipes é como se eu estivesse vivendo minha segunda paixão porque era isso que eu queria ser quando era criança assim tipo eu queria ser diretor e uma estrela do rock, então o fato de que agora estou fazendo as duas coisas é como se eu fosse incrivelmente sortudo por fazer isso."

## Créditos
Créditos adaptados do Tidal.
Bring Me The Horizon
- Oliver Sykes – vocais principais, composição, letras
- Lee Malia – guitarras
- Jordan Fish – teclados, programação, percussão, vocais de apoio, engenharia, composição, letras
- Matt Kean – baixo
- Matt Nicholls – bateria

Músicos adicionais
- BloodPop – produção, programação, composição, letras
- Zakk Cervini – masterização, mixagem
- Evil Twin – produção
- Gupi – produção diversa
- Nik Trekov – assistente de mixagem
- Madison Love – composição, letras
- Rami Yacoub – composição, letras

## Paradas

### Paradas semanais
| Parada (2021–2022)                                      | Posição de pico |
| ------------------------------------------------------- | --------------- |
| Australia Digital Tracks (ARIA)                         | 27              |
| Germany Trending Singles (Official German Charts)       | 10              |
| Japan Hot Overseas (Billboard)                          | 20              |
| New Zealand Hot Singles (RMNZ)                          | 27              |
| Reino Unido (UK Singles Chart)                          | 41              |
| Reino Unido (OCC UK Rock and Metal)                     | 1               |
| Estados Unidos (Billboard Hot Rock & Alternative Songs) | 23              |
| Estados Unidos (Billboard Rock Airplay)                 | 12              |

 
|

### Paradas anuais
| Parada (2021)                      | Posição |
| ---------------------------------- | ------- |
| US Hot Hard Rock Songs (Billboard) | 48      |

| Parada (2022)                      | Posição |
| ---------------------------------- | ------- |
| US Hot Hard Rock Songs (Billboard) | 22      |
| US Rock Airplay (Billboard)        | 45      |
| US Mainstream Rock (Billboard)     | 35      |

|}